# Sin-taklak
Sin-taklak (akad. Sîn-taklāk, tłum. „Swe zaufanie pokładam w Sinie”) – wysoki dostojnik pełniący urząd abarakku („intendenta pałacu”)  za rządów asyryjskiego króla  Tiglat-Pilesera III (744-727 p.n.e.); z asyryjskich list i kronik eponimów wiadomo, iż w 739 r. p.n.e. sprawował on również urząd limmu (eponima).